# Сољњик
Сољњик (слч. Soľník) насељено је мјесто са административним статусом сеоске општине (слч. obec) у округу Стропков, у Прешовском крају, Словачка Република.

## Становништво
| Година:    | 1994. | 2004.    | 2014.    | 2024. |
| ---------- | ----- | -------- | -------- | ----- |
| Број људи: | 71    | 43       | 33       | 33    |
| Разлика:   |       | -39,43 % | -23,25 % | +0 %  |

| Година:    | 2023. | 2024. |
| ---------- | ----- | ----- |
| Број људи: | 33    | 33    |
| Разлика:   |       | +0 %  |

Према подацима о броју становника из 2024. године насеље је имало 33 становника.